# Márcio Borges
Márcio Antonio Cimarosti Borges (Soledade, 26 agosto 1990) è un giocatore di calcio a 5 brasiliano.

## Carriera
Proveniente dal calcio, praticato in patria fino al raggiungimento della maggiore età, viene notato da Leopoldo Capurso che nell'estate del 2010 lo propone al Bisceglie. Nonostante l'accordo con la società, per un'intera stagione alcuni problemi burocratici impediscono l'utilizzo del giocatore che debutta in Serie A solamente nel dicembre 2011. Nella seconda metà della stagione, si ritaglia un discreto spazio in prima squadra, realizzando 5 reti. La stagione successiva si trasferisce all'Imola con cui gioca tre campionati di Serie B, vincendone l'edizione 2014-15.

## Palmarès
- Campionato di Serie B: 1
Imola: 2014-2015 (girone B)